# Prilblume

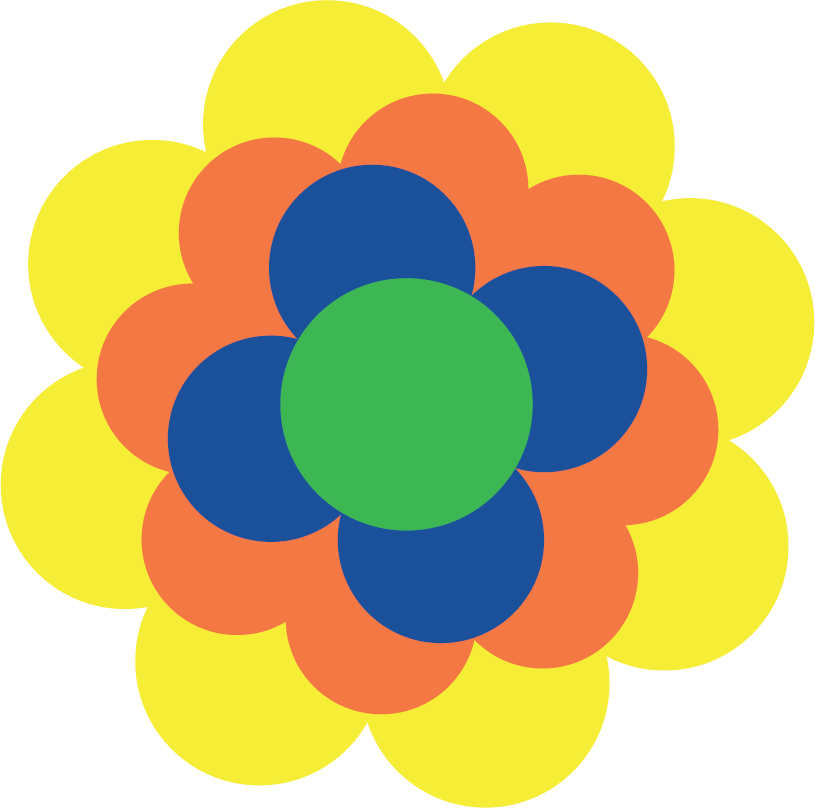
Prilblume

Die Prilblume ist ein Markensymbol des Geschirrspülmittels Pril aus dem Henkel-Konzern.

## Aussehen
Prilblumen sind einfache geometrische Figuren, die aus (halb)kreisförmigen Elementen (den Blütenblättern) bestehen, die in drei Lagen regelmäßig um einen Kreis angeordnet sind. Die stilisierten Blütenelemente sind in verschiedenen, auffällig bunten Farben im Stil der Pop-Art gehalten.

## Geschichte
Die Prilblume wurde 1972 im Rahmen der Werbekampagne Fröhliche Küche durch die Marketingabteilung des Unternehmens Henkel entwickelt. Das Design entwarf der Grafiker Friedrich Probst. Die Blumen wurden als etwa drei Zentimeter große Aufkleber gefertigt und zusammen mit den Spülmittelflaschen vertrieben. Die Aufkleber sollten das Image des Spülmittels verjüngen und im Sinne der Flowerpower-Bewegung attraktiver gestalten. Die Prilblume entwickelte sich schnell zum Kultobjekt und gilt als „bekannteste Blume der 70er“ und „Symbol der 1970er Jahre“.
Zu den Aufklebern wurde eine Fernsehwerbung produziert, für die der Jazzmusiker und Filmmusik-Komponist Klaus Doldinger, der unter anderem die Titelmusik für Das Boot und Tatort schuf, das Lied Hol’ Dir die fröhlichen Blumen, hol’ Dir das fröhliche Pril komponierte. Der Titel des Songs entwickelte sich zu einem der bekanntesten Werbeslogans seiner Zeit.
Die Blumenaufkleber wurden bis 1984 mit den Spülmittelflaschen vertrieben. Aufgrund vieler Nachfragen und der Bekanntheit der Prilblumen wurden und werden regelmäßig Neuauflagen angeboten, zuletzt im Jahr 2015.

## Trivia
Laut Eigenaussage des Henkel-Konzerns hat die größte Prilblume der Welt einen Durchmesser von 1,50 Meter und befindet sich auf einem konzerneigenen Kesselwagen.